# 天台山旅游开发管理处
天台山旅游开发管理处是中华人民共和国湖北省黄冈市红安县下辖的一个类似乡级单位。

## 行政区划
天台山旅游开发管理处下辖以下村级行政区划单位：
天台山村、对天河村、周家冲村、夏家畈村和对天河水库管理处生活区。